# Péptidos anfifílicos
Los Péptidos anfifílicos (PAs) son moléculas compuestas por péptidos  que tiene la habilidad de autoensamblarse en nanostructuras como: micelas esféricas, cintas, y cilindros. Un péptido anfifílico, en general, contiene una secuencia de péptidos con propiedades hidrofílicas unida a una cadena lípidica, de 10 a 16 carbonos. Por lo tanto,  podrían considerarse  un tipo de lipopéptido. Un tipo especial de PAs que incluye una secuencia que alterna aminoácidos con carga y aminoácidos neutros que se repiten, por ejemplo RADA16-I. Los PAs fueron desarrollados entre los años 1990 y los primeros años de los 2000s.  Las nanostructuras formadas han sido utilizados como vehículos para encapsular drogas, como nanodrogas, para detectar enfermedades y en medicina regenerativa.

## Historia
Los péptidos amfifílicos fueron desarrollados en 1995-1996. Los primeros reportes fueron descritos por el grupo de Matthew Tirrell en 1995. Estos primero informaron que las moléculas PA estuvieron compuestas de dos ámbitos: uno de carácter lipofílico y otro de propiedades hidrofílicas, el cual se auto-ensembla en forma de esfera, tiene estructuras a raíz de la asociación de los ámbitos lipófilicos fuera del solvente (efecto hidrofóbico), el cual resultó en un núcleo para una nanoestructura. Los residuos hidrofílicos quedaron expuestos al agua, dando aumento a la solubilidad del compuesto.
Trabajó en el laboratorio de Samuel I. Stupp , a principios de 2001, desarrolló un tipo de PA que puede autoensamblarse formando nanostructuras elongadas. Estos PAs contienen tres regiones: una cola hidrofóbica, una región de beta-aminoácidos que forman hoja, y un péptido cobrado epitope diseñó para dejar solubilidad de la molécula en agua. Además, el PAs puede contener un apuntando o señalización epitope aquello deja el formado nanostructures para actuar una función biológica, tampoco apuntando o señalización, por interaccionar con sistemas vivientes. El self-mecanismo de asamblea de estos PAs es una combinación de hidrógeno-vinculación entre beta-la hoja que forma aminoácidos y derrumbamiento hidrofóbico de las colas para ceder la formación de micelas cilíndricas que presentes el péptido epitope en extremadamente densidad alta en el nanofiber superficie. Por cambiar pH o añadiendo counterions a pantalla el cobró superficies de fibras, gels puede ser formado. Ha sido mostrado que inyección de péptido amphiphile soluciones en vivo ventajas a in situ gel formación debido a la presencia de counterions en soluciones fisiológicas. Esto, junto con el completo biodegradability de los materiales, sugiere aplicaciones numerosas en in vivo terapias.
La naturaleza modular de la química deja la sintonía de ambas las propiedades mecánicas y bioactivities del resultantes self-reunió fibras y gels. Bioactive Las secuencias pueden soler atar factores de crecimiento a localize y presentarles en densidades altas a células, o a directamente mimic la función de endógeno biomolecules.  Algunas de las sequencias que puede alterar mecanismos celulares incluyen un epitopo que reproduce la secuencia RGD en fibronectin, la secuencia IKVAV de laminin y otra secuencia que interacciona con sulfato de heparina . Estas moléculas y los materiales hicieron de ellos han sido mostrados para ser eficaces en promover adhesión de célula, curación de herida, mineralización de hueso, diferenciación de células e incluso recuperación de función después de daño de cordón espinal en ratones.
Además, los PAs pueden usarce como punto de partida para formar nano arquitecturas más sofisticadas que pueden ser moduladas. En los años recientes, dos descubrimientos han logrado materiales bioactivos con estructuras mas complejas y un mayor potencial biomédico. En uno estudia, un tratamiento térmico de péptido amphiphile las soluciones dirigieron a la formación de ámbitos birrefringentes grandes en el materiales que podría ser alineado por un débil shear fuerza a uno continuo monodomain gel de alineado nanofibers. El bajo shear las fuerzas utilizaron en alinear el permiso material la encapsulación de células vivientes dentro de estos alineados gels y sugerir varias aplicaciones en regenerar tejidos que confía encima polaridad de célula y alineación para función. En otro estudio, la combinación de péptido cobrado positivamente amphiphiles y negativamente los biopolímeros largos cobrados dirigieron a la formación de hierarchically ordenó membranas. Cuándo las dos soluciones están traídas a contacto, electrostático complexation entre los componentes de cada solución crea una barrera de difusión que impide el mezclando de las soluciones. Con el tiempo, un osmotic diferencia de presión conduce el reptation de cadenas de polímero a través de la barrera de difusión al péptido amphiphile compartimento, dirigiendo a la formación de las fibras perpendiculares a la interfaz que crece con el tiempo. Estos materiales pueden ser hechos en la forma de membranas planas o sacos tan esféricos por caer una solución al otro. Estos materiales son bastante robustos para manejar mechanically y una gama de propiedades mecánicas puede ser accedida por alterar condiciones de crecimiento y tiempo. Pueden incorporar bioactive péptido amphiphiles, encapsulate células y biomolecules, y es biocompatible y biodegradable.
- Biomimetic Material
- Hydrogel

1. ↑  Hamley, I. W. (18 de abril de 2011). «Self-assembly of amphiphilic peptides». Soft Matter (en inglés) 7 (9): 4122-4138. ISSN 1744-6848. doi:10.1039/C0SM01218A.
2. ↑  Dehsorkhi, Ashkan; Castelletto, Valeria; Hamley, Ian W. (2014). «Self-assembling amphiphilic peptides». Journal of Peptide Science (en inglés) 20 (7): 453-467. ISSN 1099-1387. doi:10.1002/psc.2633.
3. ↑  Hamley, Ian W. (2015). «Lipopeptides: from self-assembly to bioactivity». Chemical Communications (en inglés) 51 (41): 8574-8583. ISSN 1364-548X. doi:10.1039/C5CC01535A.
4. ↑  Yu, Ying-Ching; Berndt, Peter; Tirrell, Matthew; Fields, Gregg B. (1 de enero de 1996). «Self-Assembling Amphiphiles for Construction of Protein Molecular Architecture». Journal of the American Chemical Society 118 (50): 12515-12520. ISSN 0002-7863. doi:10.1021/ja9627656.
5. ↑  Berndt, Peter; Fields, Gregg B.; Tirrell, Matthew (1 de septiembre de 1995). «Synthetic lipidation of peptides and amino acids: monolayer structure and properties.». Journal of the American Chemical Society 117 (37): 9515-9522. ISSN 0002-7863. doi:10.1021/ja00142a019.
6. ↑  Hartgerink, J. D. (23 de noviembre de 2001). «Self-Assembly and Mineralization of Peptide-Amphiphile Nanofibers». Science 294 (5547): 1684-1688. doi:10.1126/science.1063187.
7. ↑  Hartgerink, Jeffrey D.; Beniash, Elia; Stupp, Samuel I. (16 de abril de 2002). «Peptide-amphiphile nanofibers: A versatile scaffold for the preparation of self-assembling materials». Proceedings of the National Academy of Sciences (en inglés) 99 (8): 5133-5138. ISSN 0027-8424. doi:10.1073/pnas.072699999.
8. ↑  Cui, Honggang; Webber, Matthew J.; Stupp, Samuel I. (20 de enero de 2010). «Self-assembly of peptide amphiphiles: From molecules to nanostructures to biomaterials». Biopolymers 94 (1): 1-18. doi:10.1002/bip.21328.
9. ↑  Hendricks, Mark P.; Sato, Kohei; Palmer, Liam C.; Stupp, Samuel I. (17 de octubre de 2017). «Supramolecular Assembly of Peptide Amphiphiles». Accounts of Chemical Research 50 (10): 2440-2448. ISSN 0001-4842. doi:10.1021/acs.accounts.7b00297.

- Datos: Q7166523